# علی‌آباد قشلاق
علی‌آباد قشلاق یکی از روستاهای استان آذربایجان شرقی است که در دهستان گاودول مرکزی بخش مرکزی شهرستان ملکان واقع شده‌است.